# Cântece
„Cântece” este o poezie scrisă de George Coșbuc, publicată în 1893 în volumul Balade și idile.